# Hilarion N'dinga
 (juillet 2020).
Si vous disposez d'ouvrages ou d'articles de référence ou si vous connaissez des sites web de qualité traitant du thème abordé ici, merci de compléter l'article en donnant les références utiles à sa vérifiabilité et en les liant à la section « Notes et références ».
Hilarion N'dinga est un artiste peintre congolais né à Brazzaville le 17 janvier 1932 et mort le 27 janvier 2015 dans la même ville,,,.

## Biographie
Hilarion N'Dinga découvre la peinture alors qu'il a 12 ans. Il est en partie formé par Guy Léon Fylla, l'un des premiers peintres de l'école de Poto-Poto installé comme indépendant, puis, après une rencontre avec Pierre Lods, participe aux activités du Centre d'art de Poto-Poto. Opposé à l'embrigadement des artistes lors du passage du pays au marxisme-léninisme  il part se confronter à d'autres cultures artistiques à l'étranger, où il s'affranchit progressivement du style alors en vigueur à l'École des peintres de Poto-Poto, pour adopter un style qualifié de«  populaire » au sein de l'art contemporain africain Il a exposé dans plusieurs villes d'Afrique telles que Lomé au Togo en 1958 lors des festivités de l’autodétermination de la nation togolaise, ou à Abidjan, Côte d’Ivoire, en 1964 lors de l’inauguration de l’hôtel Ivoire, à Accra en 1966 et à Lagos en 1977.
Après sa mort, un espace culturel et une galerie Hilarion Ndinga ont été installés dans la maison de l'artiste, inaugurée le 24 décembre 2015 par le maire de la ville de Brazzaville, Hugues Ngouélondélé. Cet espace culturel a pour but l'accompagnement des industries culturelles, contenu dans le programme de développement local de la ville de Brazzaville. Situé à Poto-Poto, l’espace culturel Hilarion Ndinga est un lieu de culture et de mémoire.
Le jour de son inhumation au Palais du parlement, le Président de la République du Congo Denis Sassou Nguesso a tenu à l'honorer de sa présence. Le ministre de la Culture, Jean-Claude Gakosso, a dit de lui : « Bohême dans l’âme, Hilarion Ndinga ira vivre au milieu de toutes les « Afriques » : Afrique du Centre, de l’Est, l’Ouest, jusqu’en Afrique du Nord. C’est ainsi qu’à son retour définitif au pays, après toutes ses pérégrinations, il est parfaitement polyglotte. En effet, il parlait couramment le sango, comprenait le mongo, taquinait le haoussa, pouvait suivre la palabre en fang et en diola et savait même avoir de la repartie en bambara et en sarakolé. »
Dans son livre Hegel et la philosophie africaine - Une lecture interprétative de la dialectique hégélienne, Éditions Karthala, 2005, l'auteur Mèdéwalé-Kodjo-Jacob Agossou utilise sur sa couverture une œuvre d'Hilarion Ndinga, Méditation, huile sur toile dans Les peintres de l'esturaire, Karthala et Nicolas Bissek, 2001.
Dans la page culture du journal de Télé Congo du 29 juin 2009, l'artiste s'exprime sur les origines de la peinture au Congo, dans cet extrait, il dira ceci de la culture: « La culture est la base de toute société, la culture est même... le paramètre, sinon le vecteur de toute société, sans la culture on ne pas identifier quel est son origine, quel est sa projection, d'où vient-il? ou va-t-il? donc cette société à besoin de se faire un rétrospection, de retourner par l'esprit en arrière en considérant sa propre culture avant de se lancer dans le futur et voir si cette culture d'hier est présente dans sa vie d'aujourd'hui et c'est ça mon combat. »

## Bâtiments décorés par Hilarion N'dinga
- 1979 : Décoration de l’Ancienne Assemblée : 30 tableaux
- 1980 : Décoration de la Maison de Mairie : 4 tableaux.
- 1980 : Décoration du Palais de Congrès : 33 toiles.
- 1981 : Décoration des agences de l’UCB dans 5 villes y compris Brazzaville : 70 tableaux.
- 1982 : Décoration de l’Agence d'Air Afrique (Brazzaville Congo) : une fresque.
- 1983 : Décoration de la Résidence du maire de Loubomo (Mont Fleuri) : 25 tableaux.
- 1983 : Décoration de la Résidence du ministre Emmanuel Yoka : 10 tableaux.
- 1984 : Décoration de la résidence privée du président  Denis Sassou NGuesso : 2 tableaux.
- 1984 : Décoration du ministère de la coopération : 6 tableaux.
- 1985 : Décoration avec de la Résidence officielle du président de la République : 3 tableaux.
- 1988 : Décoration de l’ex  B.C.C : une fresque et 2 toiles
- 1988 : Décoration de la salle Congo à Addis-Abeba (Ethiopie) : 3 tableaux
- 1991 : Un tableau à l’Agence de coopération culturelle et technique (ACCT) à Paris[13]

Une galerie en ligne a été créée en 2015 quelque temps après son décès afin de valoriser son art en particulier mais aussi de promouvoir les artistes peintres congolais.